# Omans administrativa indelning
Omans administrativa indelning utgörs på den översta nivån av elva provinser, även kallade guvernement, (arabiska: muhafaza, plural: muhafazat). Dessa är i sin tur är indelade i distrikt (وِلَايَة, wilaya; plural: وِلَايَات, wilayat).

Omans provinser (tyskspråkig karta).

| Provins (muhafaza)                        | Arabiska            | Huvudort/-distrikt |
| ----------------------------------------- | ------------------- | ------------------ |
| ad-Dakhiliyya "Inre provinsen"            | محافظة الداخلية     | Nizwa              |
| az-Zahira                                 | محافظة الظاهرة      | Ibri               |
| Shamal al-Batina "Norra al-Batina"        | محافظة شمال الباطنة | Suhar              |
| Janub al-Batina "Södra al-Batina"         | محافظة جنوب الباطنة | Rustaq             |
| al-Buraymi                                | محافظة البريمي      | al-Buraymi         |
| al-Wusta "Centralprovinsen"               | محافظة الوسطى       | Hayma              |
| Shamal ash-Sharqiyya "Norra östprovinsen" | محافظة شمال الشرقية | Ibra               |
| Janub ash-Sharqiyya "Södra östprovinsen"  | محافظة جنوب الشرقية | Sur                |
| Dhofar                                    | محافظة ظفار         | Salala             |
| Muskat                                    | محافظة مسقط         | Muskat             |
| Musandam                                  | محافظة مسندم        | Khasab             |

## Tidigare indelning
Oman var innan omstruktureringen i oktober 2011 indelat i fem regioner (mintaqa) och fyra provinser (muhafaza).

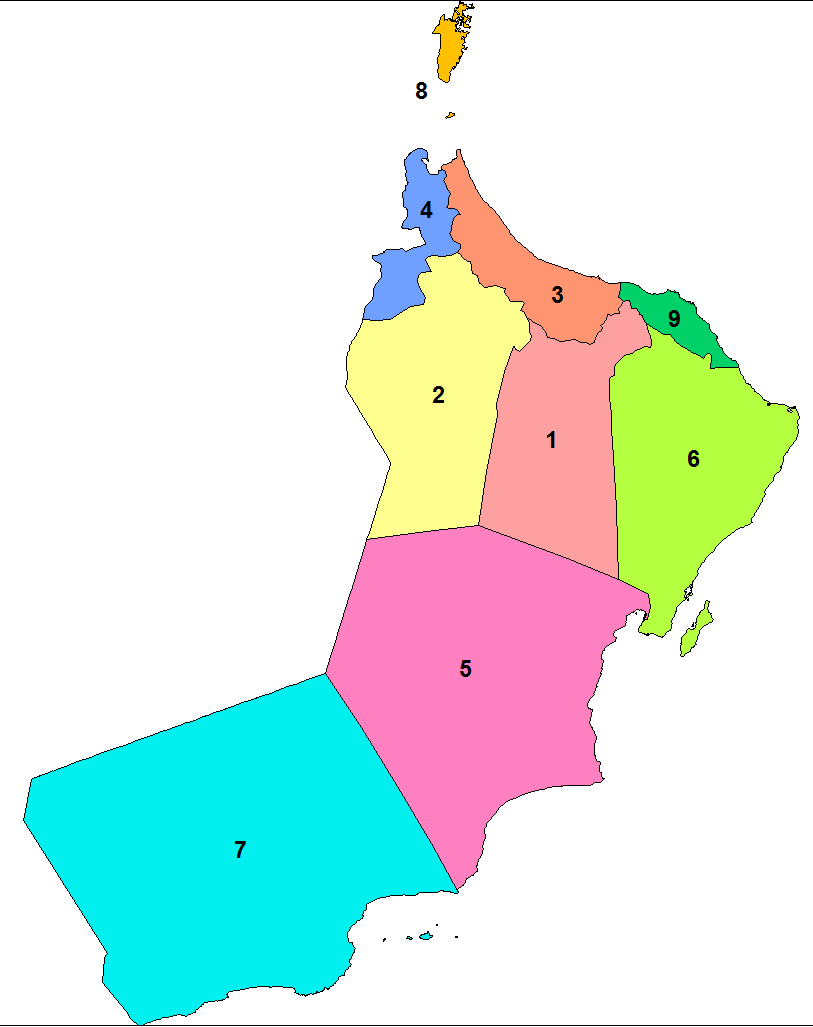
Administrativ indelning före oktober 2011.

| Kart-nr.           | Indelning     | Arabiska        | Huvudort   | Area (km²) | Invånare (2003) | Distrikt |
| ------------------ | ------------- | --------------- | ---------- | ---------- | --------------- | -------- |
| Region (mintaqa)   |               |                 |            |            |                 |          |
| 1                  | ad-Dakhiliyya | منطقة الداخلية  | Nizwa      | 31 900     | 267 140         | 8        |
| 2                  | az-Zahira     | منطقة الظاهرة   | Ibri       | 37 000     | 130 177         | 3        |
| 3                  | al-Batina     | منطقة الباطنة   | Suhar      | 12 500     | 653 505         | 13       |
| 5                  | al-Wusta      | المنطقة الوسطى  | Hayma      | 79 700     | 22 983          | 4        |
| 6                  | ash-Sharqiyya | المنطقة الشرقية | Sur        | 36 800     | 313 761         | 11       |
| Provins (muhafaza) |               |                 |            |            |                 |          |
| 4                  | al-Buraymi    | محافظة البريمي  | al-Buraymi | 7 000      | 76 838          | 3        |
| 7                  | Dhofar        | محافظة ظفار     | Salala     | 99 300     | 215 960         | 9        |
| 8                  | Musandam      | محافظة مسندم    | Khasab     | 1 800      | 28 378          | 5        |
| 9                  | Muskat        | محافظة مسقط     | as-Sib     | 3 500      | 632 073         | 6        |
| Total              | Oman          |                 | Muskat     | 309 500    | 2 340 815       | 62       |